# Arleta (Sängerin)
Arleta (griechisch Αρλέτα; eigentlich Ariadne Nicoleta Tsapra, griechisch Αριάδνη Νικολέτα Τσάπρα; * 3. Mai (nach anderen Angaben 3. März) 1945 in Athen; † 8. August 2017) war eine griechische Sängerin, Musikerin, Komponistin, Autorin und Illustratorin.

## Biografie
Arleta studierte an der Hochschule der Bildenden Künste Athen. Seit dem Jahr 1960 war sie künstlerisch tätig.
Ihre Musikkarriere begann in den 60er Jahren, als sie während Ferien auf der Insel Hydra durch den Radio- und Plattenproduzenten Yorgos Papastefanos entdeckt wurde. Arleta sang zunächst Lieder bekannter Komponisten wie Giannis Spanos, Manos Hadjidakis und Mikis Theodorakis. 1966 erschien ihr erstes Album Τραγουδά η Αρλέτα – Arleta Sings, es enthielt das von Papastefanos und Spanos geschriebene Lied Μια φορά θυμάμαι – I remember once. Stilistisch gehörte sie zum griechischen New Wave, einer Mischung aus Entekhno und französischen Chansons. Sie verkehrte in Künstler- und Homosexuellenkreisen im Athener Altstadtviertel Plaka, trat in speziellen Musik-Bars, den sogenannten Boates (von französisch Boîtes de nuit) auf und arbeitete unter anderem mit dem Komponisten Manos Hadjidakis zusammen.
Während der Militärdiktatur musste Arleta ihre Musikkarriere in Griechenland unterbrechen. Georges Moustaki lud sie 1970 nach Paris ein, wo sie gemeinsam mit ihm das Lied Kaimos von Mikis Theodorakis im historischen Theater Bobino sang. Die im Jahr 1967 mit Mikis Theodorakis geplante Vertonung des Gedichtszyklus Romancero Gitano wurde erst nach der Militärdiktatur im Jahr 1978 aufgenommen und publiziert. Das Album 12+1 Τραγούδια του Μάνου Χατζιδάκι - 12+1 Songs of Manos Hadjdakis erschien 1972, nachdem Manos Hadjidakis aus dem Exil nach Griechenland zurückgekehrt war.
1981 veröffentlichte sie ihr erstes Album mit ausschließlich selbst geschriebenen Liedern, Ένα Καπέλο με Τραγούδια, A Hat of Songs. Es folgten 1984 und 1985 zwei sehr erfolgreiche Alben Περίπου - Almost und Τσάι Γιασεμιού – Jasmin-Tee in Zusammenarbeit mit dem Komponisten Lakis Papadopoulos und der Lyrikerin Marianina Kriezi, mit Liedern wie Τα ήσυχα βράδια (Die stillen Abende) und O Serenata.
Am 11. Februar 2008 erlitt sie einen schweren Schlaganfall.
Das 2010 herausgebrachte Album Demo besteht aus Liedeinspielungen englischsprachiger Pop Songs, welche in den Archiven der Schallplattenfirma Lyra wiederentdeckt worden waren. 2015 nahm Arleta an einem großen Live-Konzert mit Lakis Papadopoulos im antiken Theater Odeon des Herodes Atticus teil, die Aufnahmen wurden 2016 veröffentlicht. Im Januar 2017 erlitt sie einen weiteren Schlaganfall. Sie starb am 8. August 2017 im Alter von 72 Jahren. 
Arleta war auch als Zeichnerin und Illustratorin aktiv und gestaltete viele ihrer Album-Cover selbst. Im Jahr 1997 veröffentlichte sie das Buch Από πού πάνε για την Άνοιξη (How to Get to Spring) mit Liedtexten, Kurzgeschichten und Zeichnungen.
Arleta lebte rund 50 Jahre im Athener Künstler- und Bohèmeviertel Exarchia. Sie äußerte sich nie öffentlich zu ihrem Privatleben. Arleta wird zusammen mit der Rebetiko-Sängerin Sotiria Bellou im queeren Milieu Griechenlands als Ikone angesehen.

## Diskografie

### Alben
- 1966: Τραγουδά η Αρλέτα (Lyra) – Arleta Sings
- 1967: Αρλέτα Νο2 (Lyra) – Arleta No.2
- 1968: Στο Ρυθμό του Αγέρα (Lyra) – In the Rhythm of the Wind
- 1969: 12+1 Τραγούδια του Μάνου Χατζιδάκι (Lyra) – 12+1 Songs of Manos Hatzidakis
- 1970: Έξη Μέρες (Lyra) – Six Days
- 1976: Ταξιδεύοντας (Lyra) – Travelling
- 1978: Romancero Gitano (Lyra)
- 1981: Ένα Καπέλο με Τραγούδια (Lyra) – A hat with Songs
- 1984: Περίπου (Lyra) – Almost
- 1985: Τσάι Γιασεμιού (CBS) – Jasmine Tee
- 1987: Ζητάτε Να Σας Πω (CBS) – You Ask Me to Say to You
- 1989: Δέκα και μία νύχτες (CBS) – Ten and One Nights
- 1989: Εκτός Έδρας (CBS) – Away
- 1991: Άσε τα Κρυφά Κρυμμένα (Columbia) – Let Secrets Remain Hidden
- 1993: Μετά Τιμής (Porträt) – With Honour
- 1995: Έμπορος Ονείρων (Ακτή) – Trader of Dreams
- 2009: Και Πάλι Χαίρετε (Legend) – Hello to You Again
- 2010: Demo (Lyra)

### Singles (Auswahl)
- 1966: Mia Fora Thymamai
- 1981: O Lykos
- 1984: I Serenata (mit Lakis Papadopoulos)
- 1984: Ta Isiha Vradia
- 1984: Apo Mesa Pethamenos
- 1991: Bar to Navagio

## Illustrationen
- Bertolt Brecht «Ο Μπαρμπα-Έντε» (Uncle Eddie's Moustache) – Children’s Book (Οδυσσέας Editions, 1979; in Greek)
- Vladimir Mayakovsky «Το Αλογάκι-Φωτιά» (The Fire Horse) – Children’s Book (Οδυσσέας Editions, 1986; in Greek)